# Polarforschung (Zeitschrift)
Polarforschung – Journal of the German Society for Polar Research ist die Fachzeitschrift der Deutschen Gesellschaft für Polarforschung. Sie wird gemeinsam mit dem Alfred-Wegener-Institut herausgegeben und erscheint in unregelmäßigen Abständen seit dem Jahr 1931. Seit 2021 erscheint sie im Open-Access-Format als Elektronische Zeitschrift bei Copernicus Publications.

## Inhalte
Die Zeitschrift enthält Artikel und Berichte zu Themen aus den Bereichen Polar- und Hochgebirgsforschung. Diese Gebiete sind äußerst relevant für das Leben auf der Erde, da sie besonders empfindlich auf Umweltveränderungen reagieren. Die Zeitschrift unterstützt die Leitlinien der DGP: Wissenschaftlich tätige Personen unterschiedlicher Disziplinen zusammenführen und so den Austausch und die Forschung vorantreiben; die Bedeutung und die Ergebnisse der Polarforschung stärker in Gesellschaft und Politik zu verankern; junge Karrieren in der Wissenschaft aktiv einzubeziehen; den gesellschaftlichen Dialog über die Zukunft der Polar- und Hochgebirgsgebiete zu intensivieren.
In den Anfangsjahren wurden etwa im gleichen Umfang Berichte von Polarexpeditionen und Übersichtsartikel zu polaren Themen in deutscher Sprache veröffentlicht. Neben dem ursprünglich naturwissenschaftlichen Schwerpunkt der Zeitschrift werden in zunehmendem Maß auch andere Disziplinen flankiert, wie etwa zur Geschichte der Polarforschung oder zur gesellschaftlichen Entwicklung der nördlichen Polarregionen.

## Form
Die Beiträge der Zeitschrift werden im Rahmen eines unabhängigen Begutachtungsprozesses (Peer-Review) zunächst geprüft und anschließend veröffentlicht. Die meisten Artikel werden in deutscher oder englischer Sprache publiziert.

## Geschichte

Titelblatt von Jg. 73, Heft 2/3

Die erste Ausgabe erschien 1931 auf vier Druckseiten mit dem Untertitel Mitteilungen für die Vereinigung zur Förderung des Archivs für Polarforschung Kiel. Auf der Titelseite wurde über Alfred Wegeners Tod in Grönland berichtet. Bis 1940 gab es jährlich zwei nur achtseitige Hefte. Danach nahmen die Ausgaben an Umfang zu.
1959 wurde ein wissenschaftlicher Beirat gebildet. In den 1970er Jahren erfolgte durch die Trennung von Mitteilungen und begutachteten Originalbeiträgen der Wandel vom Mitteilungsblatt hin zu einer wissenschaftlichen Fachzeitschrift. Von 1986 bis 2010 erschienen jährlich drei Hefte. Ab dem 81. Jahrgang 2011 wurde die Zahl der Hefte zunächst wieder auf zwei pro Jahr reduziert. Zwischen 2018 und 2020 erfolgte die Erscheinung nur noch unregelmäßig. Seit der Digitalisierung im Jahre 2021 erscheint sie wieder kontinuierlich in Jahresausgaben, wobei akzeptierte Artikel sofort online verfügbar sind. Die Beiträge umfassen fachliche Übersichtsartikel in Kombination mit Berichten zu wissenschaftlichen Projekten, Outreach-Aktivitäten, Tagungsberichten, schulischen Lehrvorlagen und vereinsinterne Informationen. Neu ist die Einbindung der deutschen Sektion der Association of Polar Early Career Scientists (APECS), die seit 2021 in Ergänzung zum ersten Schriftleitenden („Senior Chief Editor“) den gleichberechtigten „Junior Chief Editor“ stellt. Der Chefredaktion ist ein fachliches Redaktionsteam beigeordnet, das sich aus den Arbeitskreisen der DGP rekrutiert.

## Schriftleitung (allgemein)
- Karl Lampe: 1931†
- Arnulf Scholz: von 1931 bis 1934
- E. Seeger: von 1935 bis 1940
- Max Grotewahl: von 1940 bis 1944
- Kurt Ruthe: von 1944 bis 1972
- unbekannt
- Dieter K. Fütterer: von 1986 bis 2020
- Bernhard Diekmann: seit 2020 (Senior Chief Editor)
- Donovan Dennis: 2020–2022 (Junior Chief Editor)
- Lena Nicola: seit 2022 (Junior Chief Editor)

## Ehrungen
US-Wissenschaftler benannten einen während der Operation Highjump entdeckten Gletscher in der Ostantarktis zu Ehren der Zeitschrift Polarforschung Glacier.